# Lijst van woonplaatsen in Zeeland
Een woonplaats is volgens de wet basisregistraties adressen en gebouwen (BAG) een "door het bevoegde gemeentelijke orgaan als zodanig aangewezen en van een naam voorzien gedeelte van het grondgebied van de gemeente." Iedere Nederlandse gemeente is verplicht haar volledige grondgebied in te delen in een of meerdere woonplaatsen. Het Kadaster, de beheerder van de Landelijke Voorziening BAG, kent aan iedere woonplaats een woonplaatscode toe. Deze wordt tussen haakjes achter de naam van de woonplaats weergegeven.

## Borsele

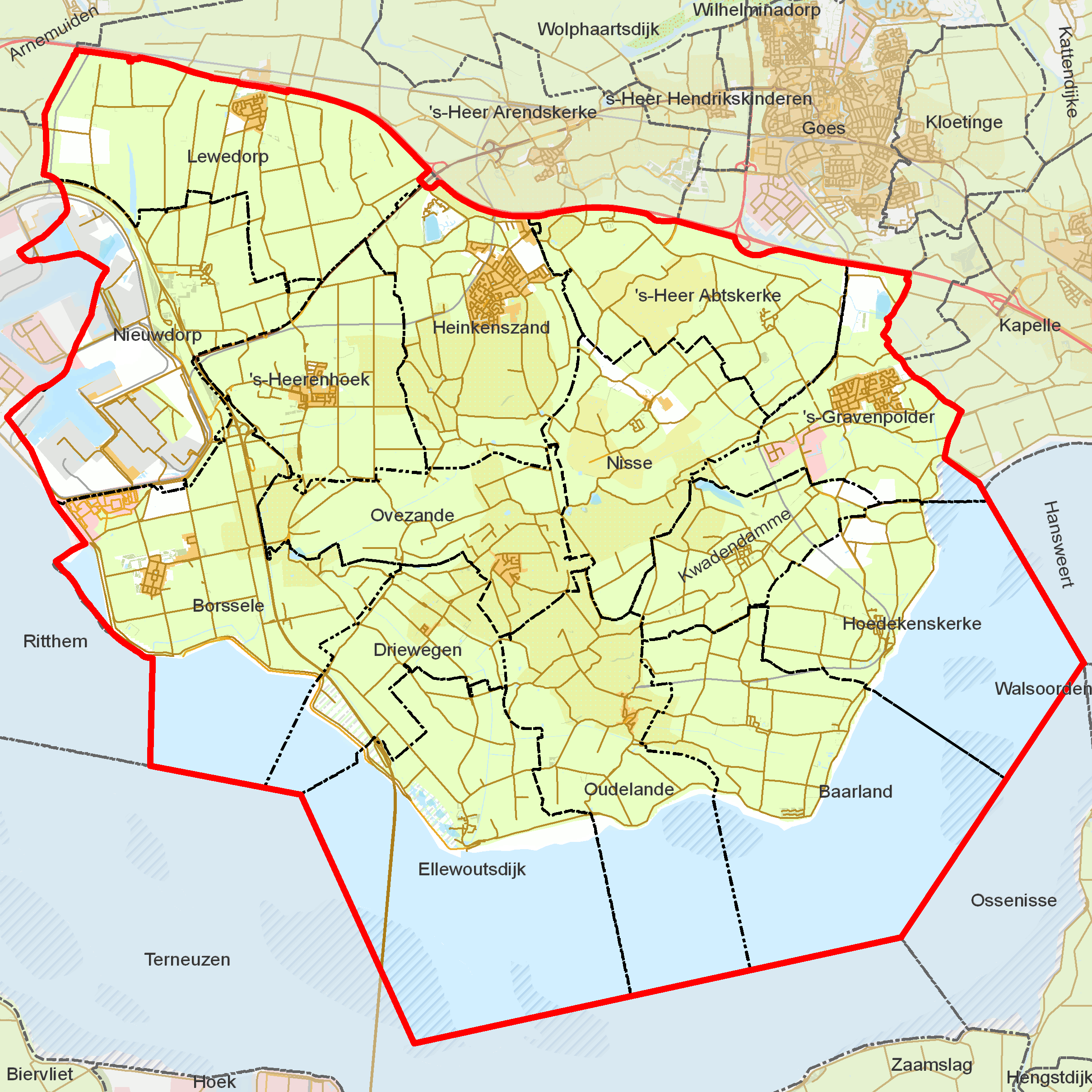
Woonplaatsen in de gemeente Borsele

- Baarland (1251)
- Borssele (1252)
- Driewegen (1253)
- Ellewoutsdijk (1254)
- 's-Gravenpolder (1263)
- 's-Heer Abtskerke (1264)
- 's-Heerenhoek (1265)
- Heinkenszand (1255)
- Hoedekenskerke (1256)
- Kwadendamme (1257)
- Lewedorp (1258)
- Nieuwdorp (1259)
- Nisse (1260)
- Oudelande (1261)
- Ovezande (1262)

## Goes

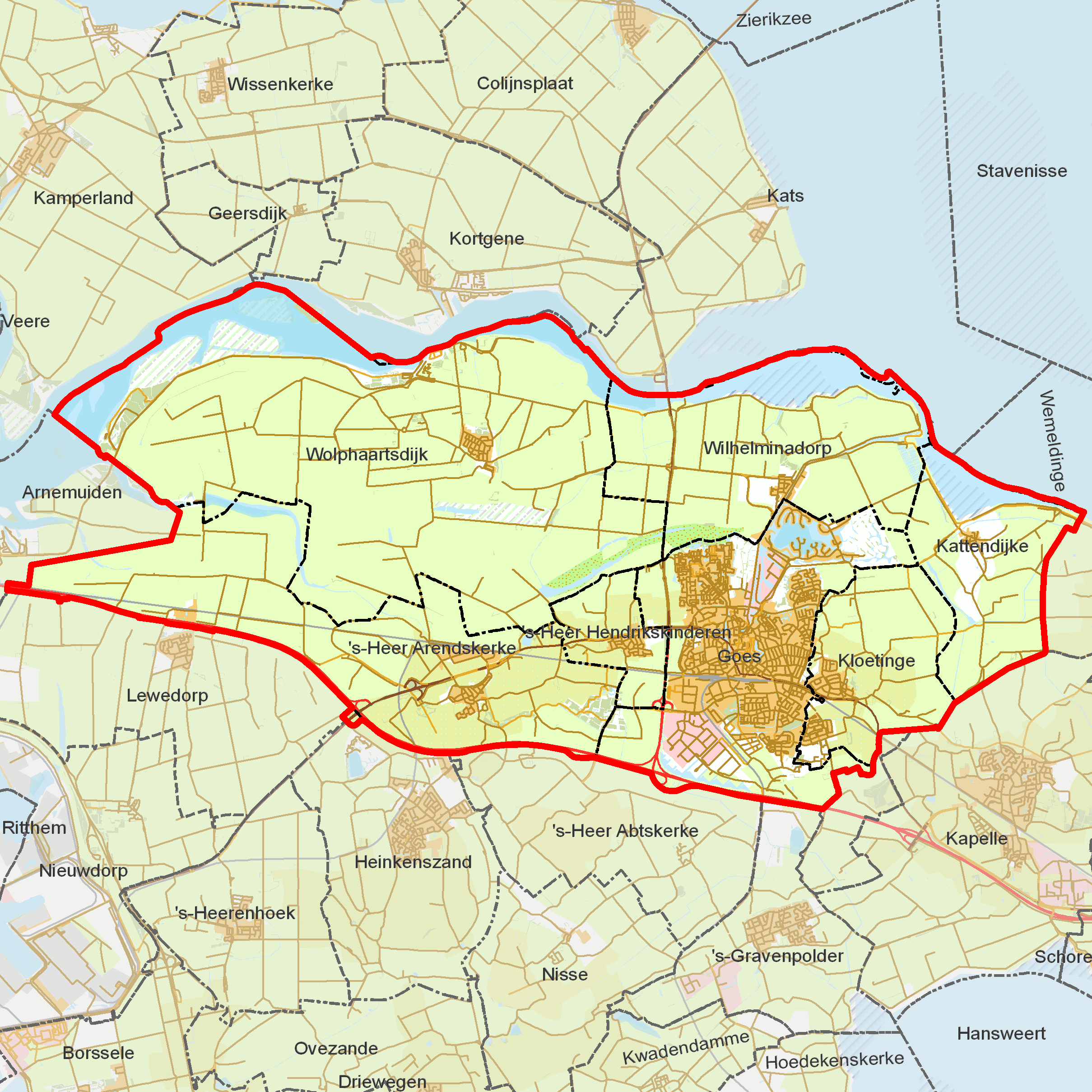
Woonplaatsen in de gemeente Goes

- Goes (1824)
- 's-Heer Arendskerke (1822)
- 's-Heer Hendrikskinderen (1823)
- Kattendijke (1825)
- Kloetinge (1826)
- Wilhelminadorp (1827)
- Wolphaartsdijk (1828)

## Hulst

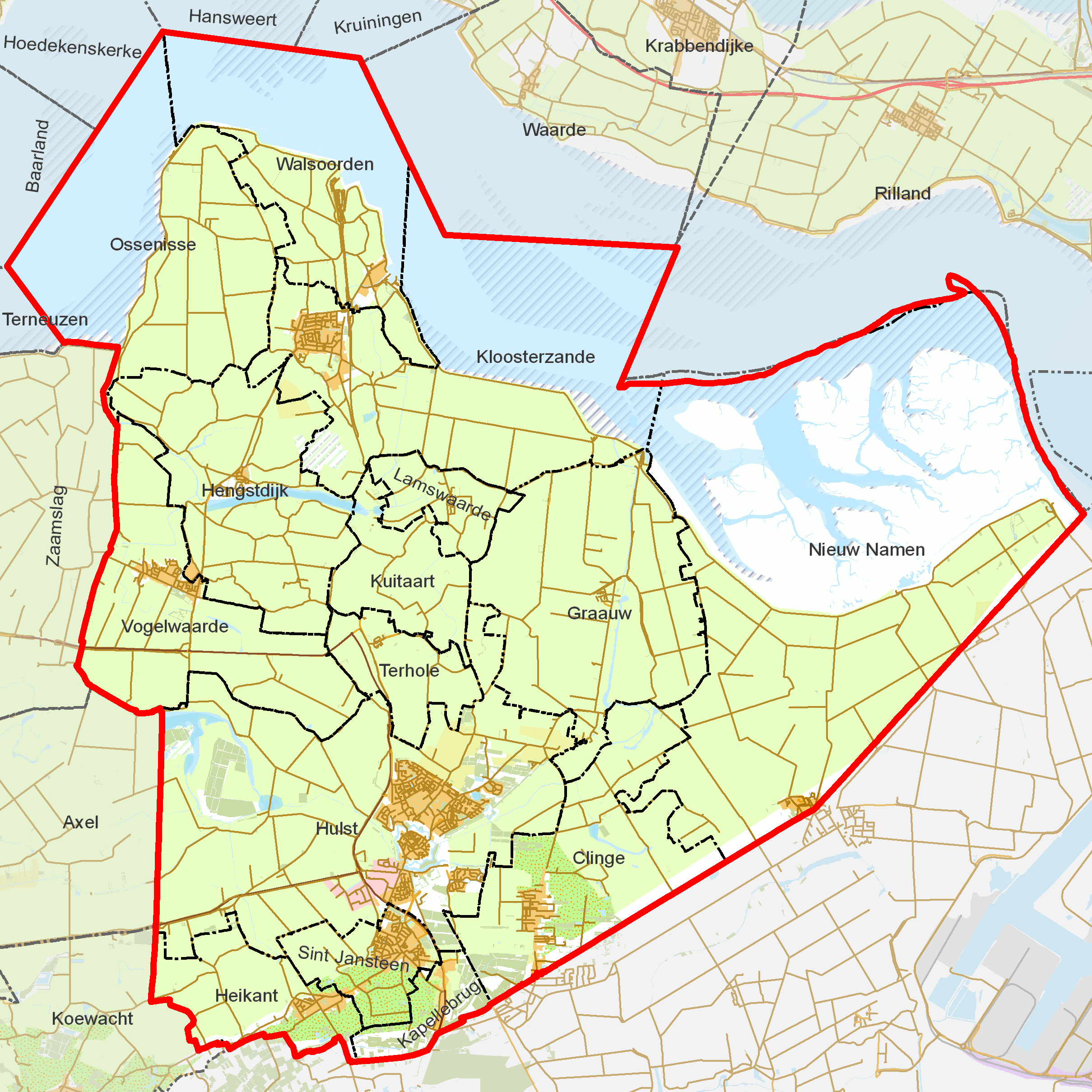
Woonplaatsen in de gemeente Hulst

- Clinge (3092)
- Graauw (3094)
- Heikant (3091)
- Hengstdijk (3098)
- Hulst (3088)
- Kapellebrug (3090)
- Kloosterzande (3100)
- Kuitaart (3097)
- Lamswaarde (3099)
- Nieuw-Namen (3093)
- Ossenisse (3102)
- Sint Jansteen (3089)
- Terhole (3096)
- Vogelwaarde (3095)
- Walsoorden (3101)

## Kapelle

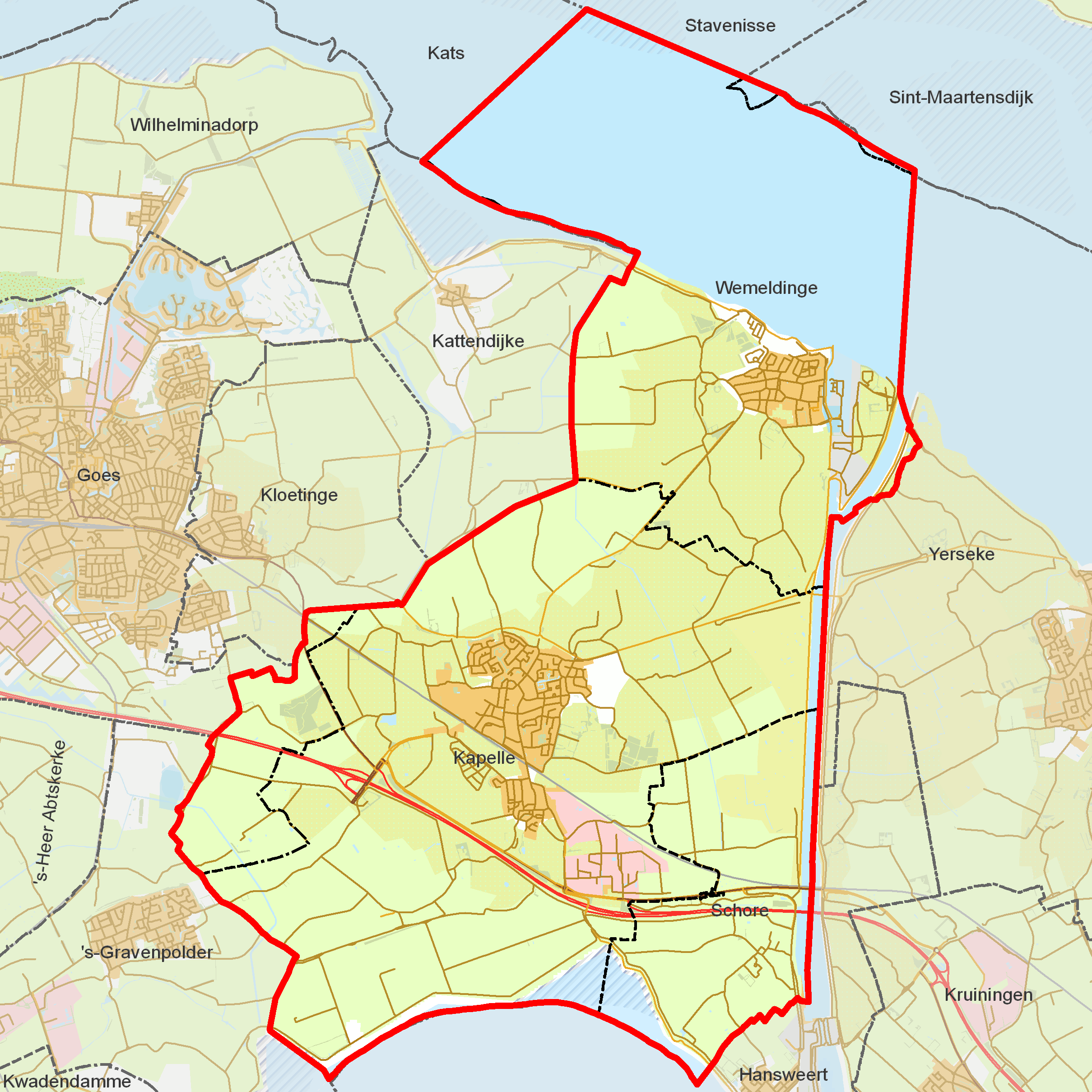
Woonplaatsen in de gemeente Kapelle

- Kapelle (1467)
- Schore (1469)
- Wemeldinge (1470)

## Middelburg

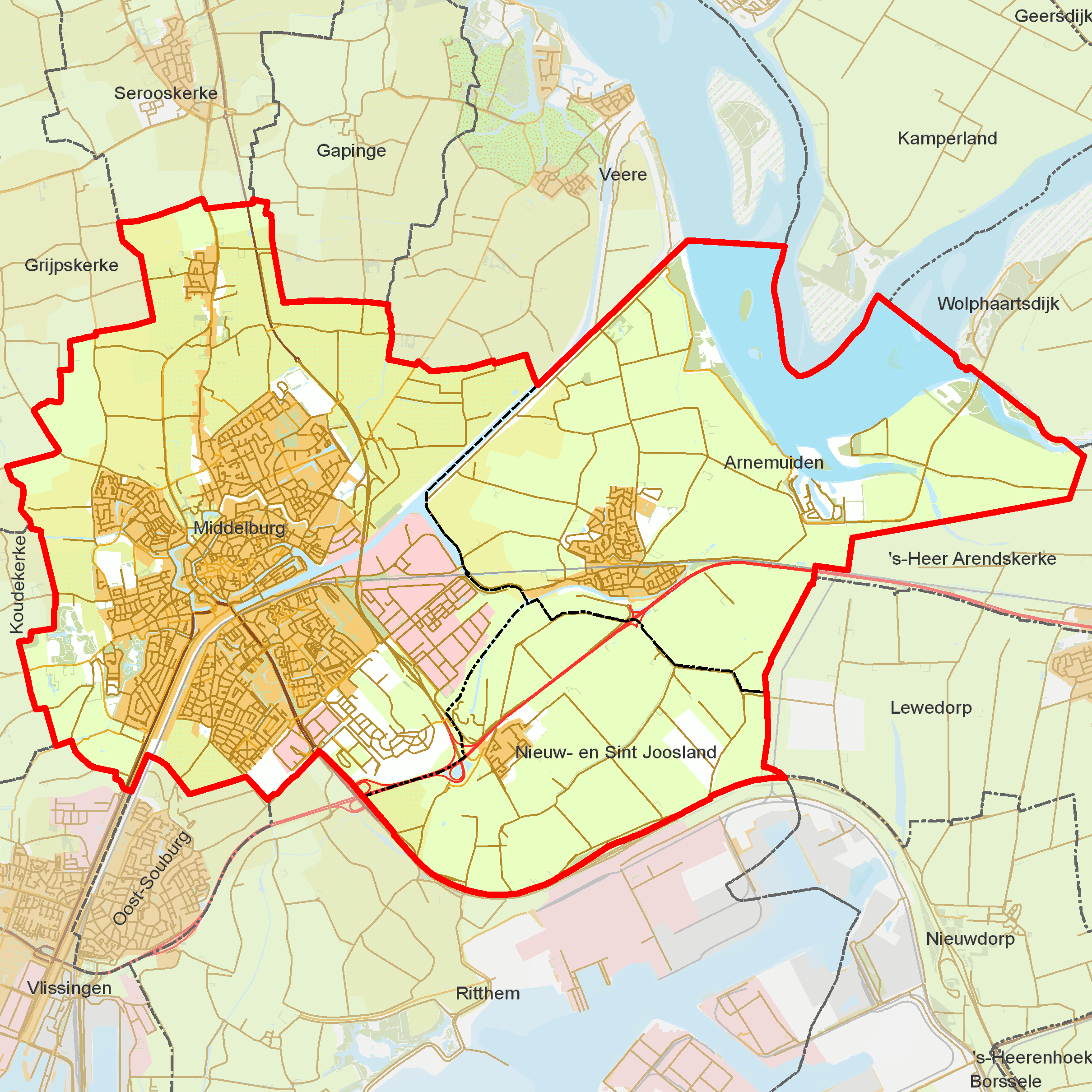
Woonplaatsen in de gemeente Middelburg

- Arnemuiden (1008)
- Middelburg (1007)
- Nieuw- en Sint Joosland (1009)

## Noord-Beveland

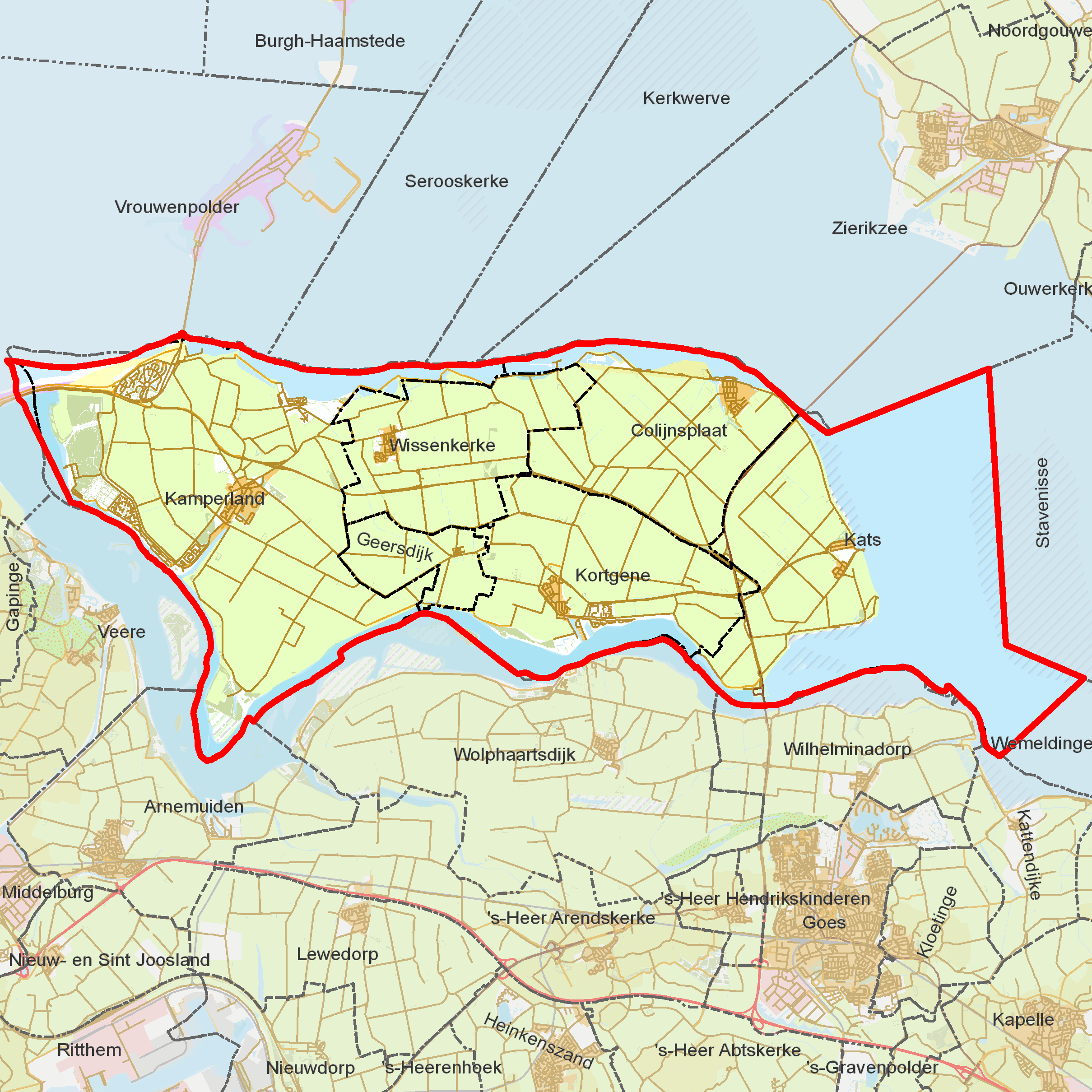
Woonplaatsen in de gemeente Noord-Beveland

- Colijnsplaat (3190)
- Geersdijk (3193)
- Kamperland (3188)
- Kats (3192)
- Kortgene (3189)
- Wissenkerke (3191)

## Reimerswaal

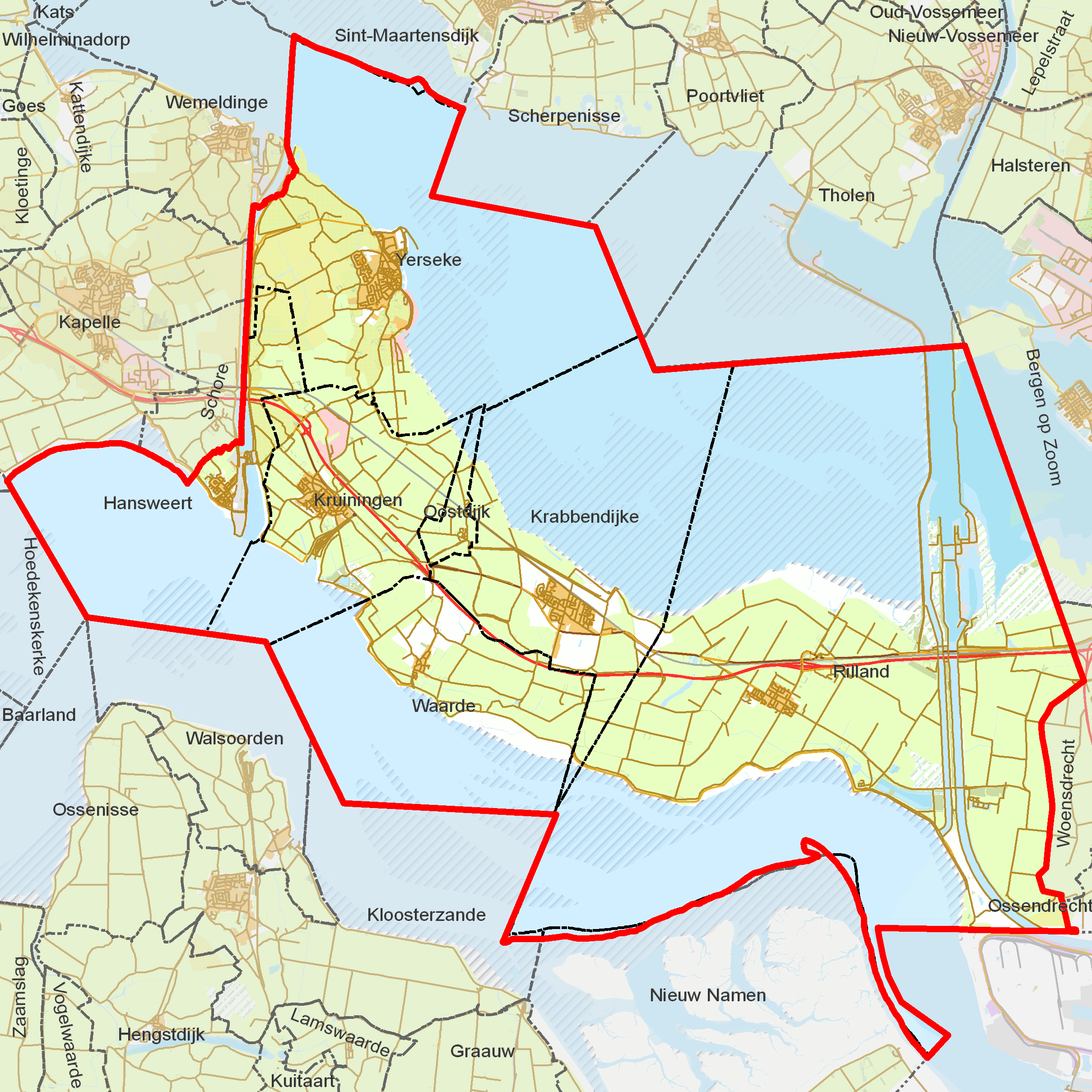
Woonplaatsen in de gemeente Reimerswaal

- Hansweert (3461)
- Krabbendijke (3462)
- Kruiningen (3463)
- Oostdijk (3464)
- Rilland (3465)
- Waarde (3466)
- Yerseke (3467)

## Schouwen-Duiveland

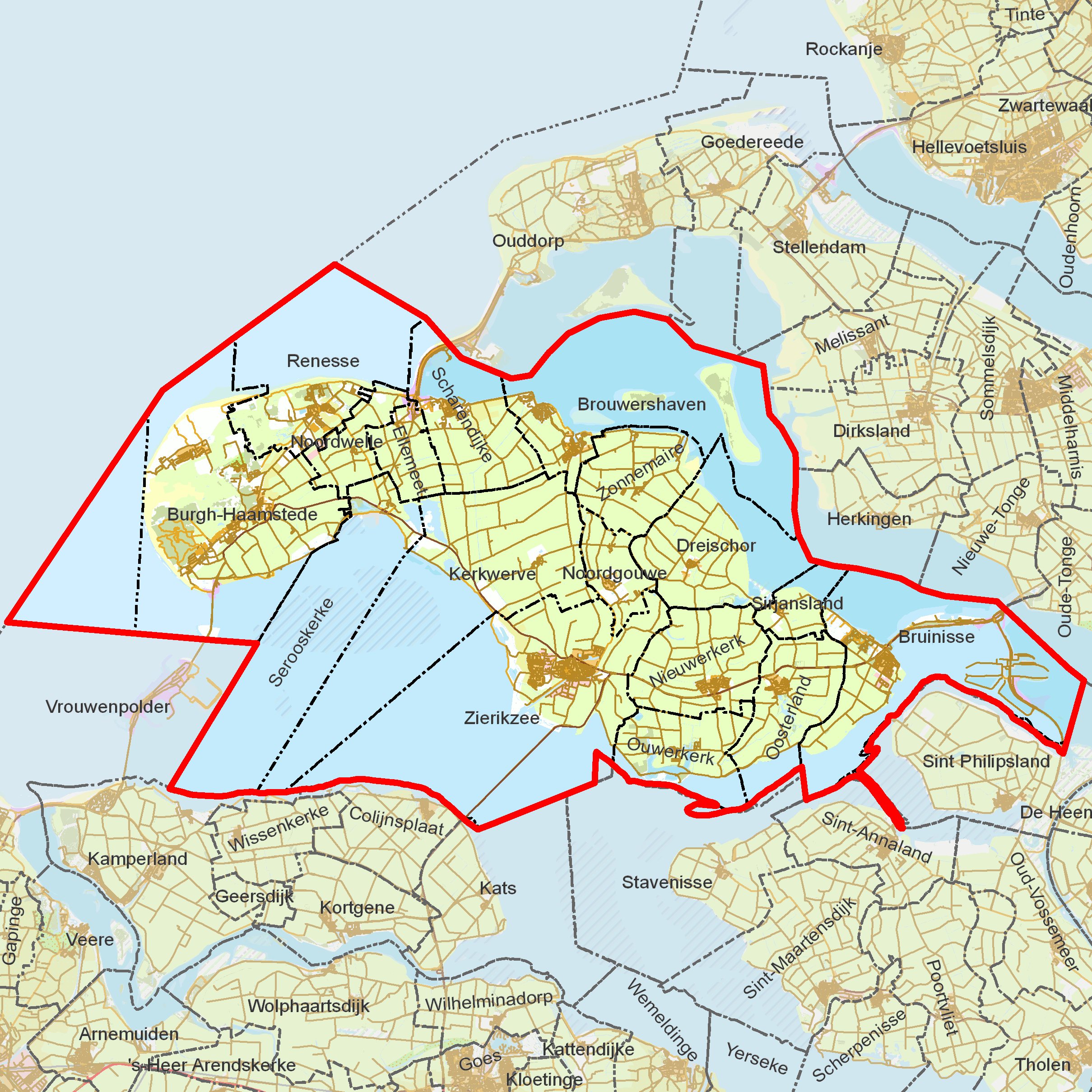
Woonplaatsen in de gemeente Schouwen-Duiveland

- Brouwershaven (2674)
- Bruinisse (2675)
- Burgh-Haamstede (2676)
- Dreischor (2677)
- Ellemeet (2678)
- Kerkwerve (2679)
- Nieuwerkerk (2680)
- Noordgouwe (2681)
- Noordwelle (2682)
- Oosterland (2683)
- Ouwerkerk (2684)
- Renesse (2685)
- Scharendijke (2686)
- Serooskerke (2687)
- Sirjansland (2688)
- Zierikzee (2689)
- Zonnemaire (2690)

## Sluis

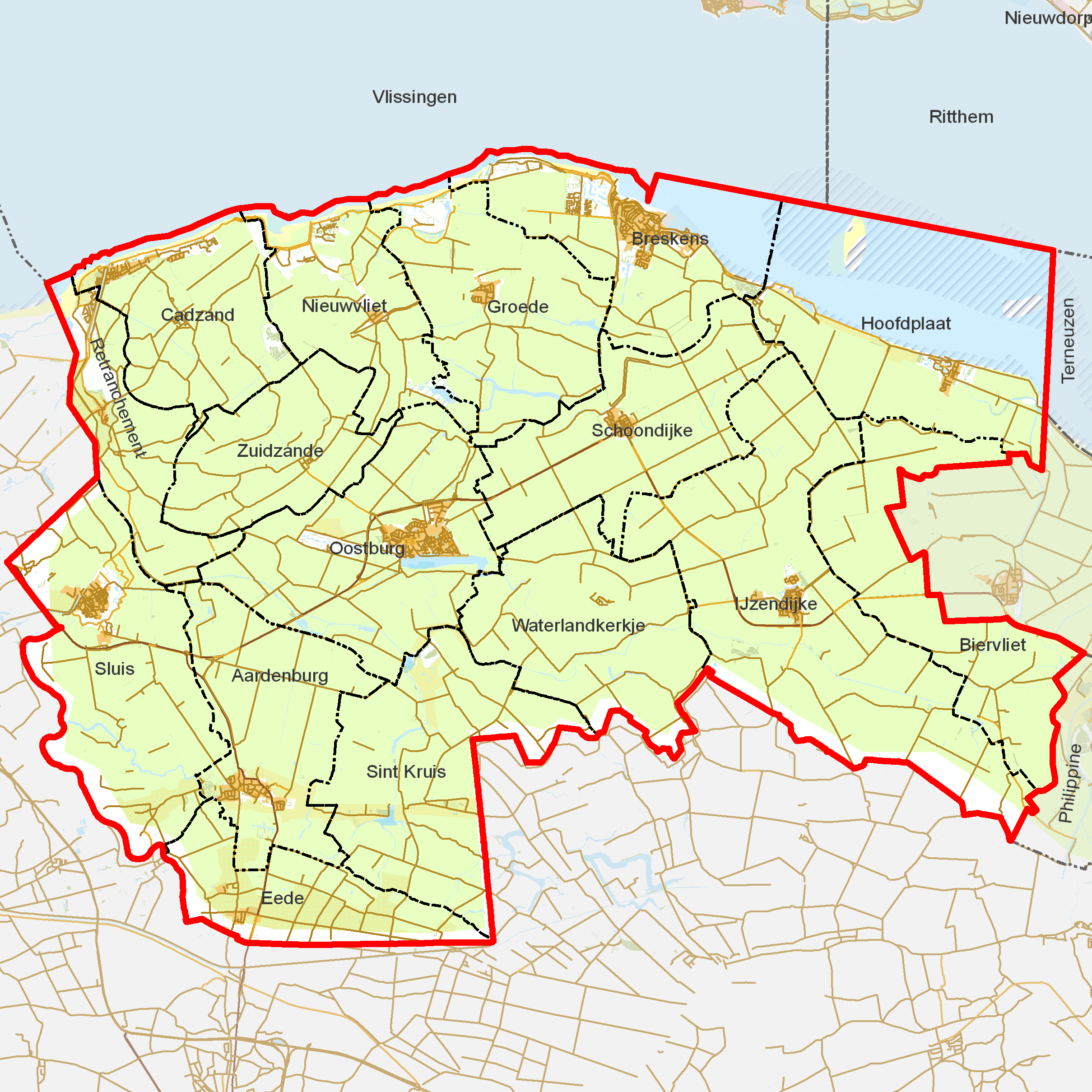
Woonplaatsen in de gemeente Sluis

- Aardenburg (2961)
- Biervliet (2975)
- Breskens (2965)
- Cadzand (2964)
- Eede (2966)
- Groede (2967)
- Hoofdplaat (2968)
- IJzendijke (2974)
- Nieuwvliet (2969)
- Oostburg (2960)
- Retranchement (2970)
- Schoondijke (2971)
- Sint Kruis (2973)
- Sluis (2962)
- Waterlandkerkje (2963)
- Zuidzande (2972)

## Terneuzen

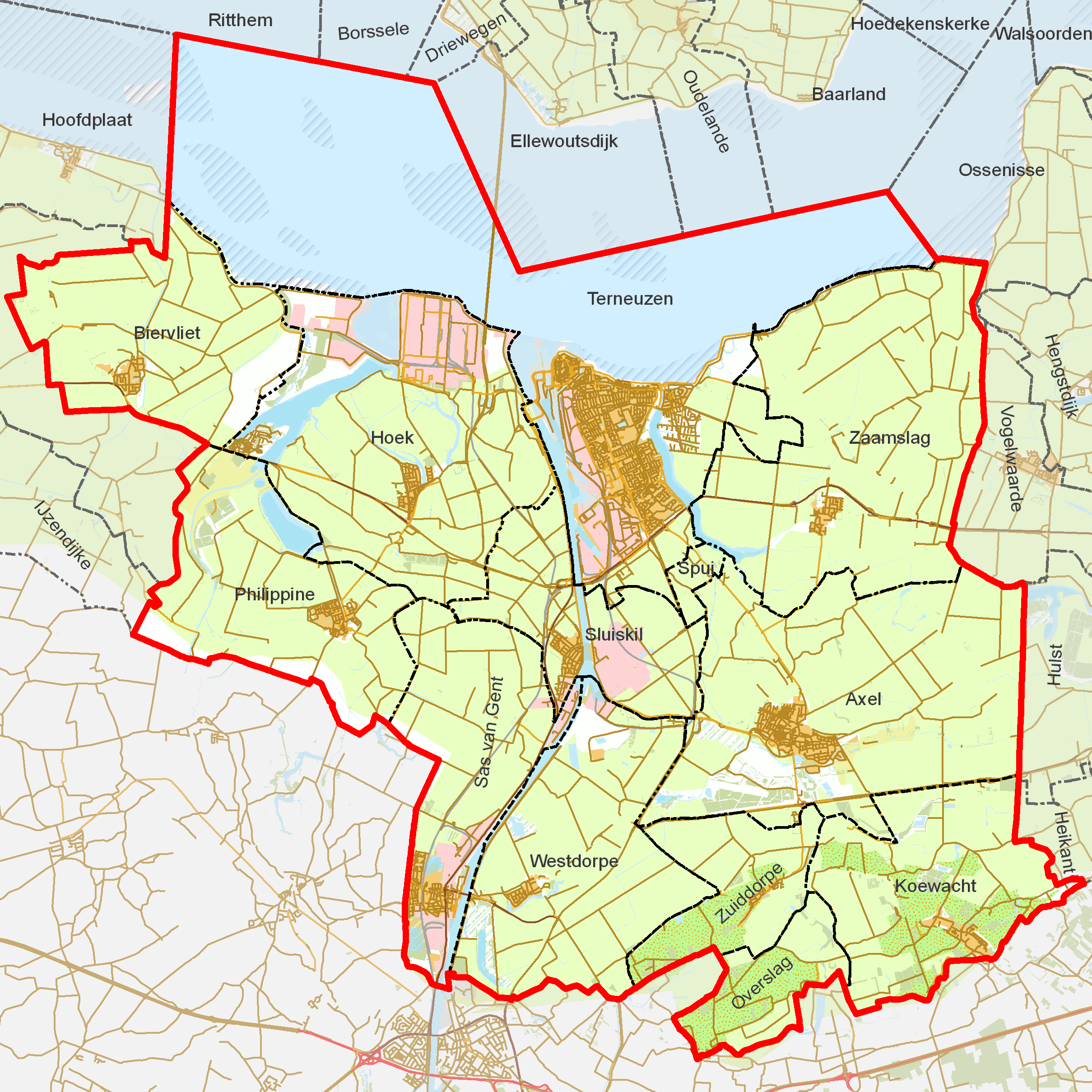
Woonplaatsen in de gemeente Terneuzen

- Axel (1128)
- Biervliet (1129)
- Hoek (1130)
- Koewacht (1131)
- Overslag (1132)
- Philippine (1133)
- Sas van Gent (1134)
- Sluiskil (1135)
- Spui (1136)
- Terneuzen (1137)
- Westdorpe (1138)
- Zaamslag (1139)
- Zuiddorpe (1140)

## Tholen

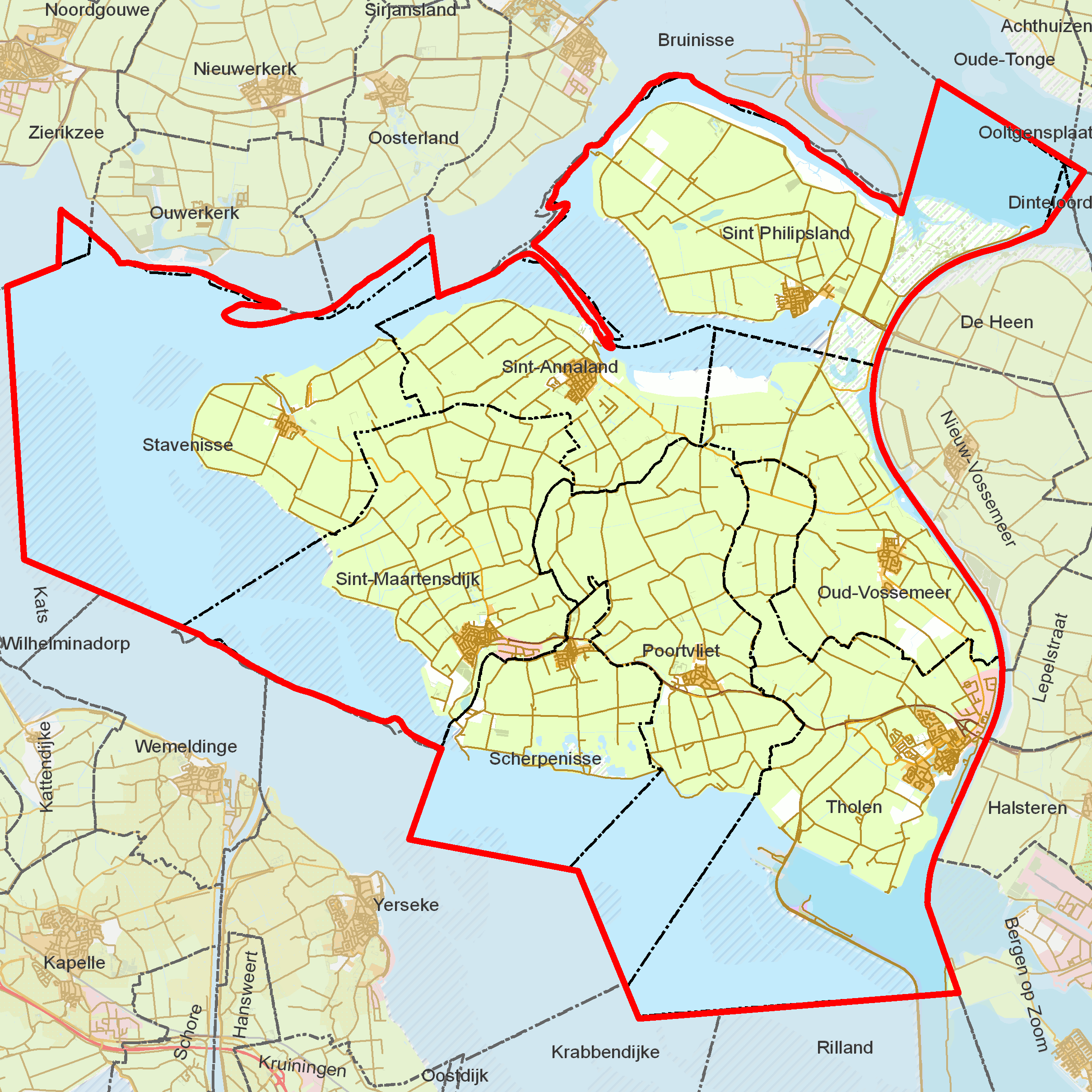
Woonplaatsen in de gemeente Tholen

- Oud-Vossemeer (2077)
- Poortvliet (2072)
- Scherpenisse (2073)
- Sint Philipsland (2078)
- Sint-Annaland (2076)
- Sint-Maartensdijk (2074)
- Stavenisse (2075)
- Tholen (2071)

## Veere

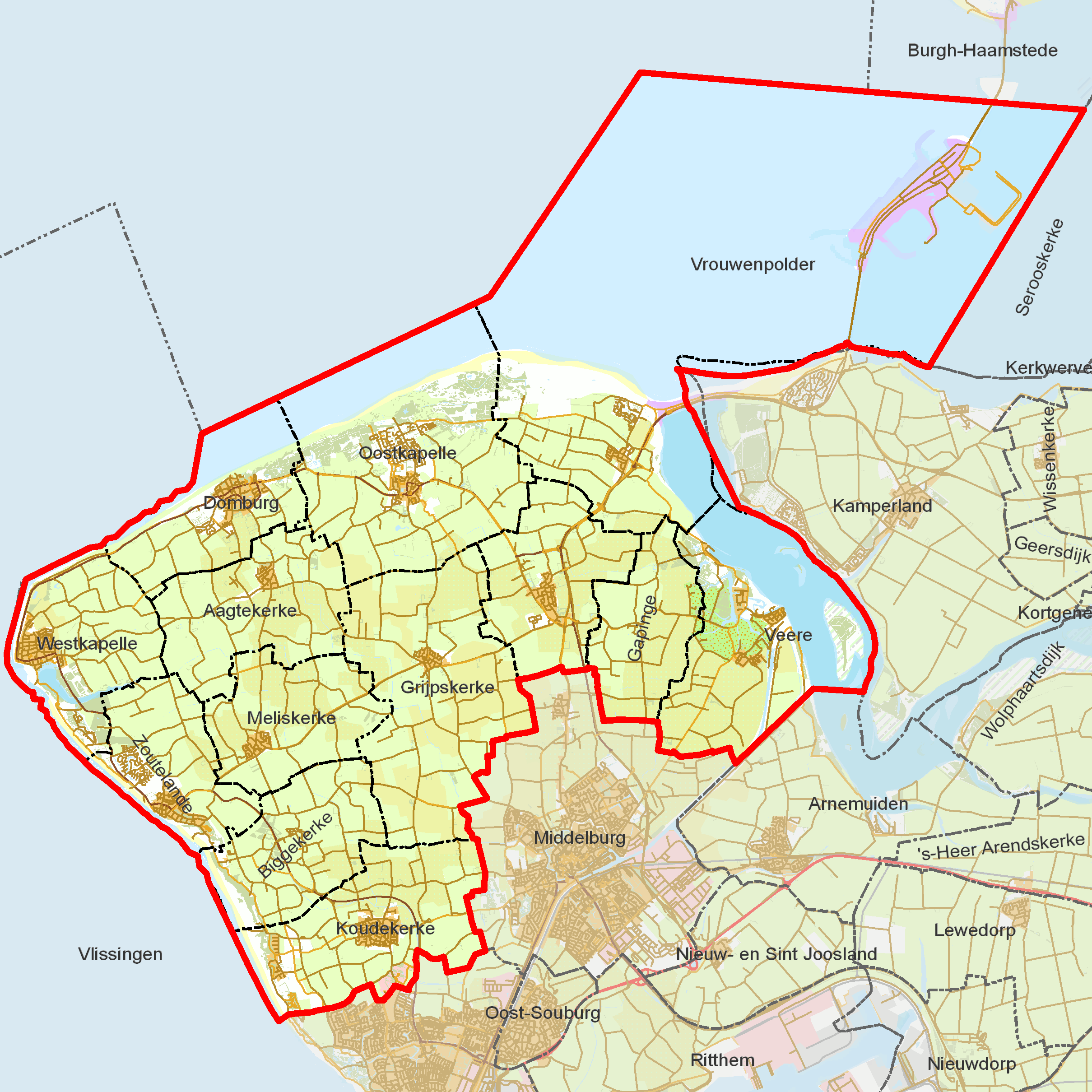
Woonplaatsen in de gemeente Veere

- Aagtekerke (2774)
- Biggekerke (2775)
- Domburg (2776)
- Gapinge (2777)
- Grijpskerke (2778)
- Koudekerke (2779)
- Meliskerke (2780)
- Oostkapelle (2781)
- Serooskerke (2782)
- Veere (2783)
- Vrouwenpolder (2784)
- Westkapelle (2785)
- Zoutelande (2786)

## Vlissingen

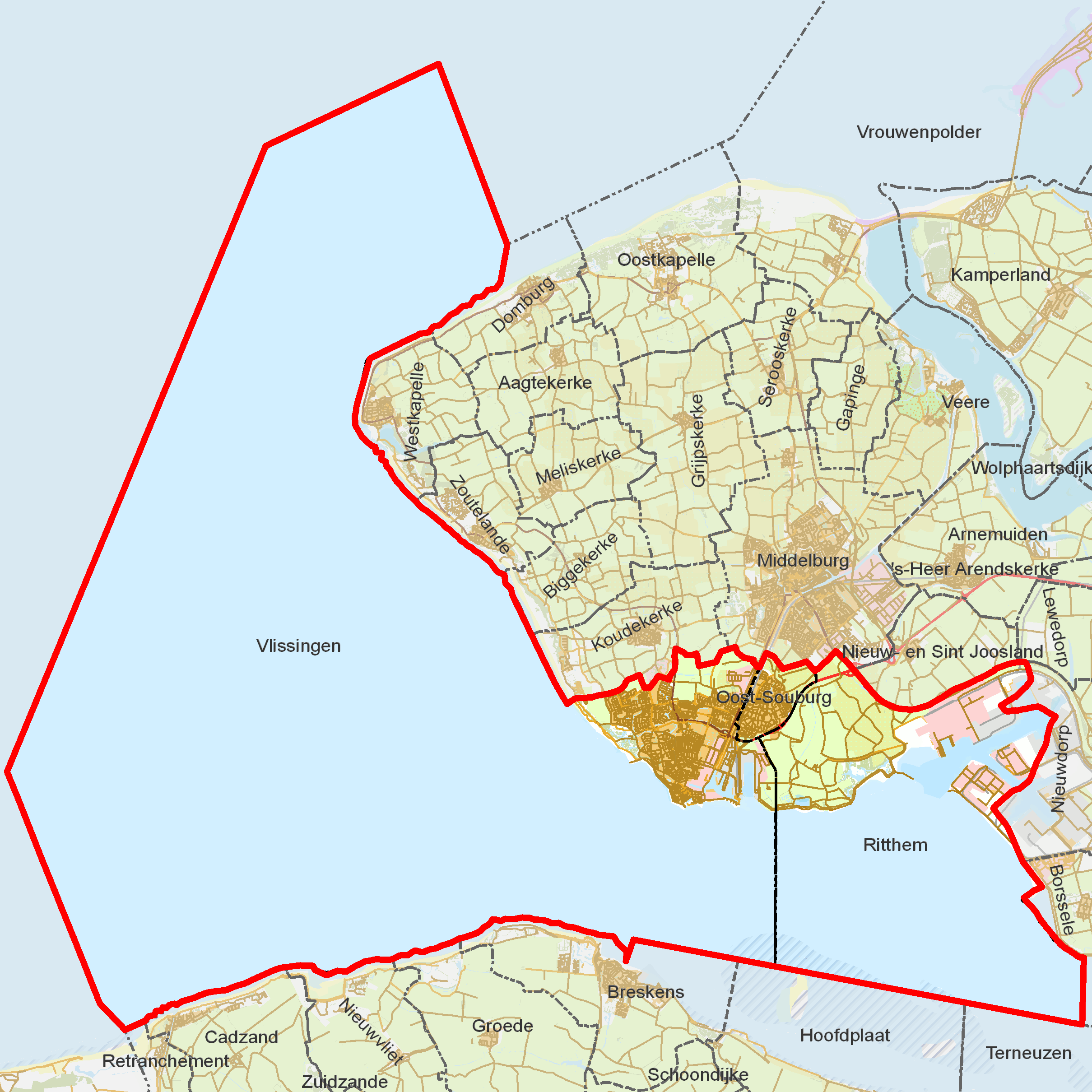
Woonplaatsen in de gemeente Vlissingen

- Oost-Souburg (1076)
- Ritthem (1077)
- Vlissingen (1078)